# ليو برينسيب
ليو برينسيب (بالبرتغالية: Leonardo Peixoto Príncipe‏) هو لاعب كرة قدم برازيلي في مركز الدفاع، ولد في 13 أغسطس 1996 في ريو دي جانيرو في البرازيل. لعب مع نادي فلامنغو.

## وصلات خارجية
- ليو برينسيب على موقع قاعدة بيانات كرة القدم.إي يو (الإنجليزية)
- ليو برينسيب على موقع Soccerway.com (الإنجليزية)